# Onthophagus bokiaunus
Onthophagus bokiaunus är en skalbaggsart som beskrevs av Masumoto 1995. Onthophagus bokiaunus ingår i släktet Onthophagus och familjen bladhorningar. Inga underarter finns listade i Catalogue of Life.